# 七彩卡通老夫子
《七彩卡通老夫子》，为一部于1981年7月16日上画的香港原创动画电影，其原作為香港漫畫家王澤的《老夫子》，由香港漫畫家、廣告及電影製作人胡樹儒出資，並與台灣漫畫家蔡志忠早年成立的遠東卡通公司合作製作。该故事讲述老夫子生活不如意，被一賊頭牽連而拜师学武的故事。除影院上映外，亞洲電視本港台曾於1991年10月5日至10月6日、1992年2月6日及12月23日重播此電影。曾獲第18屆金馬獎最佳卡通片（今最佳動畫長片）。

## 作品特色
该故事开头使用漫画的幽默风格，故事中大量描画香港的风景，口语中包含大量的香港用语，以及以李小龙为师傅的内容，使得本片极具香港本土特色，亦令本片成為老夫子電影之中最賣座的作品。而且這部動畫電影首次設置雙結局。

## 故事大綱
本片描述老夫子及大蕃薯向一位武術高手拜師學藝的故事。老夫子遇見一幫不良份子向一位武術高手挑戰，而激發起老夫子要拜師學藝。而老夫子、大蕃薯及秦先生亦不其然地牽涉到一宗劫案裡，造出了不少搞笑及戲劇性的變化；最後他們都安然無恙，劫匪們當然亦難逃法網！

## 構思與製作

### 背景
本片是以香港漫畫家王澤名作《老夫子》為原型的《老夫子》卡通（動畫）電影系列的第一作。在1960至70年代《老夫子》已被改編為多部真人演出的粵語片。動畫系列由胡樹儒的香港電影公司出品，與臺灣漫畫家蔡志忠、謝金塗的遠東卡通公司合作製作。
據蔡志忠所述，最初是胡樹儒向臺灣的廣告公司打聽當地誰人最會畫動畫，有人向他推薦蔡志忠。胡樹儒向蔡志忠提出將《老夫子》動畫化的想法，但蔡志忠並不喜歡老夫子的造型，他當時傾向迪士尼畫風，有意將俄羅斯童話《青鳥》動畫化，一度拒絕胡樹儒，但後來有朋友認為《老》賣座的機會高，他接納朋友先拍《老》的建議。:245-247

### 創作
香港的胡樹儒與臺灣的蔡志忠均在自述中表達出自己所屬一方對本片創作的主導性。
因原作是黑白漫畫，因此本片取名時特意強調「七彩」與「卡通」。:247
蔡志忠稱自己花了一個月時間參考了許冠文、許冠傑、許冠英兄弟的港產喜劇電影，認為能夠製作出比他們更好看的影片。加入李小龍、劍道好小子（詳見下）這些角色是因為當時在臺灣受歡迎，原作者王澤對此有所反感，但最終還是尊重此構思。:248,251

### 製作
據胡樹儒所述，他與蔡志忠、謝金塗作為導演，共同負責分場、分鏡，而蔡、謝亦是原畫師，同時負責工作進度及整個畫室的管理。共有六人負責關鍵動作的原畫（Key Animation），十八人負責中間動作（Inbetween）。初稿80%以上是採用影印膠片（Xerox）方式，而負責局部的人手描線（Inking）的共約四至八人。拍攝方面，每天分兩班進行，每班為一位攝影師和一位助手，工作六小時。填色方面全由較細心的女性負責。剪接方面與一般長片無異。配音方面，並非事前配音，繪製時並沒太注重對白，配音階段常出現即興加改對白情況。

### 幕後人員
- 原著·編劇：王澤
- 監製·策劃：胡樹儒
- 導演：蔡志忠、謝金塗、胡樹儒
- 原畫：蔡明欽、吳爲章、敖幼祥、林順發、吳萬來
- 攝影指導：劉與淵、王財祥
- 攝影：胡城鎮、謝敬森
- 美術指導：劉志華
- 美術：遊龍輝、江兆成、高建華、高文義、楊連發
- 作曲·作詞：黃霑
- 剪接：精英、金馬
- 對白（配音角色）：陳曙光、黃瑞、武莉（陳小姐）、古琤、金貴（老夫子）、黃志成（李小龍，電影中未列名）
- 錄音：三芳、光藝、宇宙
- 效果：鄺偉雄
- 配樂：鄧少林
- 動畫指導：張崇禮
- 動畫：陳淸富、鄭文進、潘金塗、鄭世傑、梁崇佑、林傳良、林志成、嚴順發、朱榮昌、李淑華、唐瑞亨、王俊華、黃貽靑、黃華裕、翁春發、陳耿彬、王義得
- 描線指導：魏麗香
- 著色指導：曾美月
- 著色：黃桂枝、林世春、王素梅、林秀玲、張玉玲、陳惠美、田露琳、李碧芬、劉世英、黃桂香、高蘭蘭、朱美娥、林以涵、劉群芳、王美靜
- 製作：香港電影公司、遠東卡通公司（未列名）

## 發行
製作期間，胡樹儒親自帶同本片菲林拷貝到日本的東京現像所沖印，期間曾洽談本片的日本放映權事宜，但胡樹儒後來將賣埠版權轉售予嘉禾，日本上映計畫被擱置。
據蔡志忠所述，當時臺灣電影處於低潮期，本片作為香港與臺灣合拍電影，先香港後臺灣的上映次序是具有策略性考慮，先在香港上映可以較易讓它成為三年來在香港最賣座的臺灣片，再挾此名回臺灣上映，可收振奮人心之效。:424-425

## 彩蛋
當時的版權意識不高，本片借用了不少本地與外地作品，或真實名人形象：
- 動畫化的李小龍客串。[3][4]:248
- 兩個反派踢館過程：致敬李小龍《精武門》踢館的情節。
- 前来踢馆的空手道制服和那個頭巾藍衣反派那位原型是：李小龍最後一部電影 《死亡游戲》里面的伊諾山度和前NBA球星卡里姆·阿卜杜勒-贾巴尔。
- 好小子林峯：影射日本漫畫家千葉彻弥於1973年創作的漫畫《我是鉄兵（日语：おれは鉄兵）》（又譯《劍道好小子》）的男主角鐵兵[3]，與香港藝人林峯並無關係。[3][4]:248
- 虎霸王：來自日本漫畫梶原一骑的漫畫《虎面人》伊達直人。
- 摔跤手的原型：70年代日本傳奇摔角明星安東尼奧·豬木（猪木宽至）。
- 老夫子跟反派逃獄的過程橋段：致敬1973年美國經典電影《巴比龍》（Papillon）。
- 警探的造型：模仿70年代美國經典電視劇《神探哥倫布》（Columbo）。
- 世界擂臺大賽出現的比賽規則：模仿蚵仔煎的作品《金肉人》裏面的擂臺大賽。
- 老夫子彈吉他在樓下唱歌給陳小姐聼，那首歌曲是姚莉的《玫瑰玫瑰我愛你》。

## 曲目
| 曲別   | 歌名           | 演唱者 | 作曲 | 作詞   | 收錄專輯       |
| ------ | -------------- | ------ | ---- | ------ | -------------- |
| 主題曲 | 〈七彩老夫子〉 | 彭健新 | 黃霑 | 黃霑   | 〈可愛的笑容〉 |
| 插曲   | 〈功夫樂〉     | 彭健新 | 歷風 | 黎彼得 | 〈可愛的笑容〉 |

## 後續與影響
本片上映後，遠東卡通公司的謝金塗與蔡志忠便出現分歧，胡樹儒分別與兩人合作製作了兩個續作《七彩卡通老夫子：水虎傳》與《山T老夫子》。:257
因本片的成功，當時臺灣最大、專為迪士尼作動畫加工的宏廣動畫公司，將漫畫家牛哥的《牛伯伯與牛小妹》動畫化，但並不成功。:252,254

## 備註
1. 1 2  胡樹儒也是漫畫家出身，早年曾與《老夫子》原作者王澤合作出版兒童刊物。當時他在香港從事廣告業同時也投資電影。
2. ↑  但蔡志忠亦曾在自述中提到自己也是有一半股份的投資者。[4]:416
3. ↑  有指當時臺灣畫師技術較好、相對薪酬又較低。

## 外部連結
- 香港影庫上《七彩卡通老夫子》的資料（繁體中文）
- 时光网上《七彩卡通老夫子》的資料（简体中文）
- 豆瓣电影上《七彩卡通老夫子》的資料 （简体中文）
- AllMovie上《七彩卡通老夫子》的资料（英文）